# Aracima serrata
Aracima serrata là một loài bướm đêm trong họ Geometridae.